# کمدی جنسی

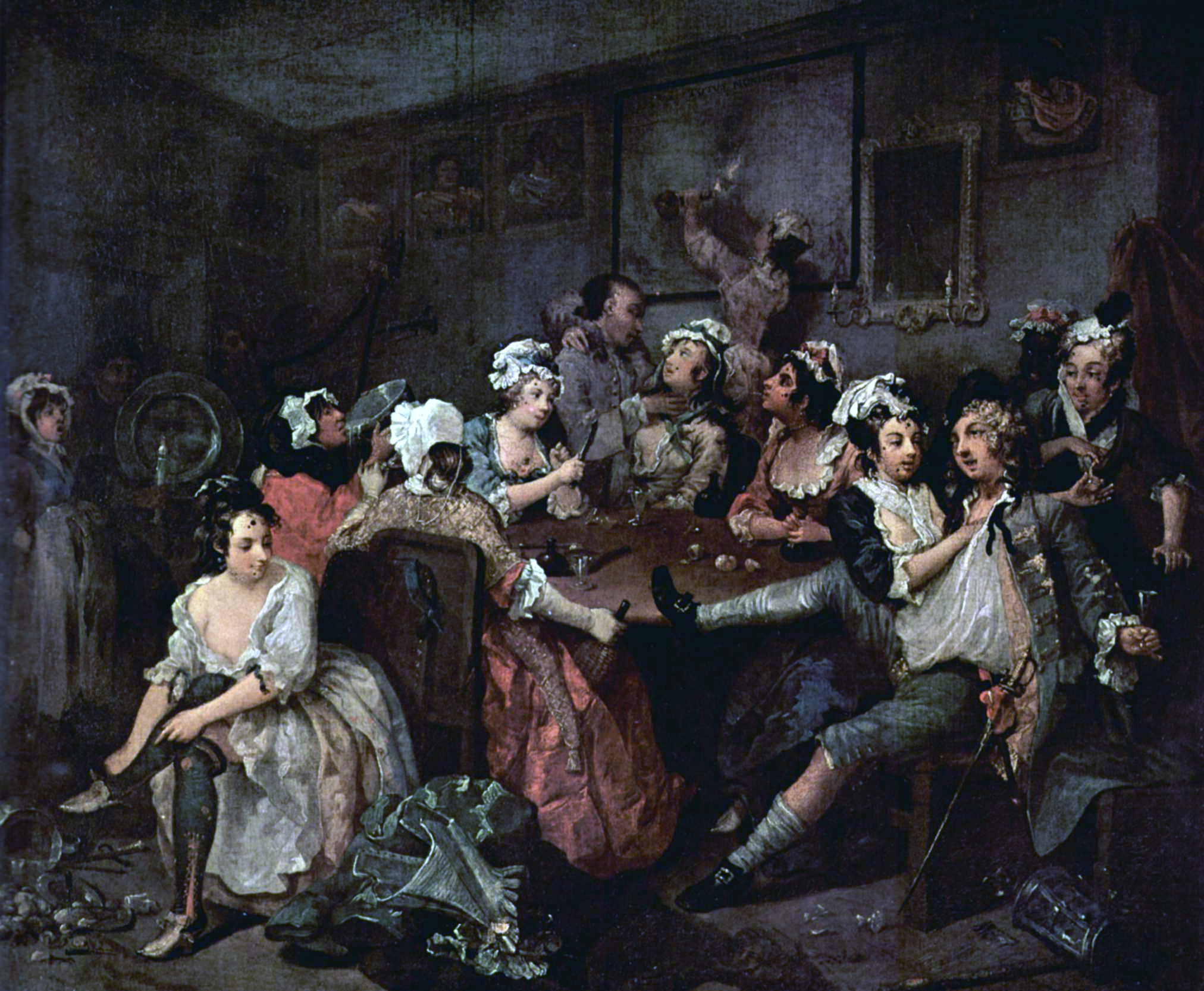
کمدی سکسی دوران بازگشت در مجموعه نقاشی‌های ویلیام هوگارت موسوم به «پیشرفت رِیک» با موضوع یک جوان عیاش و زنباره (نگارهٔ سوم، ۱۷۳۲ تا ۱۷۳۵)

کمدی جنسی (انگلیسی: Sex comedy) یا کمدی سکسی (انگلیسی: Sexual comedy) یکی از گونه‌های کمدی است که در آن طنز و کمدی از موقعیت‌های سکسی یا روابط عاشقانه یا جنسی نشأت می‌گیرد. با آنکه کمدی سکسی بیشتر در قالب‌های دراماتیک همچون تئاتر و سینما بیان شده‌است، اما آثار ادبی شعرا و نویسندگانی همچون اووید و جفری چاسر را نیز می‌توان به نوعی، کمدی سکسی به‌حساب آورد.
این نوع کمدی در قرن ۱۷ میلادی در نمایش‌خانه‌های انگلستان و در دوران موسوم به «کمدی دوران بازگشت» محبوبیت داشت. از سال ۱۹۵۳ تا ۱۹۶۵ میلادی، هالیوود چندین فیلم کمدی جنسی از نوع «بالاخره اون دختره، آره یا نه؟» با هنرنمایی دوریس دی، جک لمون و مریلین مونرو تولید کرد. در بریتانیا نیز در دههٔ ۷۰ میلادی، تعداد بیشماری فیلم و سریال از این ژانر ساخته شد که یک نمونهٔ آن ادامه بده بود. هالیوود همچنین خانه حیوانات را در ۱۹۷۸ ساخت که با ۶ فیلم کمدی سکسی جوانان در اوایل دهه ۸۰ میلادی ادامه یافت که از آن میان، می‌توان به پارتی مجردی و تجارت پرمخاطره اشاره نمود. دیگر کشورهایی که آثاری فراوانی از این ژانر ساختند، برزیل، ایتالیا و مکزیک بودند.